# Биг Лејк (Мисури)
Биг Лејк (енгл. Big Lake) град је у америчкој савезној држави Мисури.

## Демографија
По попису из 2010. године број становника је 159, што је 32 (25,2%) становника више него 2000. године.
| Група             | 2000.       | 2010.       |
| Белци             | 125 (98,4%) | 155 (97,5%) |
| Афроамериканци    | 0 (0,0%)    | 2 (1,3%)    |
| Азијати           | 0 (0,0%)    | 0 (0,0%)    |
| Хиспаноамериканци | 0 (0,0%)    | 0 (0,0%)    |
| Укупно            | 127         | 159         |